# 澤比爾島
澤比爾島（英語：Zebil Island）是南極洲的島嶼，位於南設得蘭群島的洛島西北面，處於華萊士角西南面0.44公里，長0.51公里、寬0.34公里，以保加利亞東北部城鎮命名，現時由南極條約體系管理。